# Eriskirch
Eriskirch is een plaats in de Duitse deelstaat Baden-Württemberg en maakt deel uit van het Bodenseekreis.
Eriskirch telt 4.923 inwoners.

## Indeling van de gemeente
De gemeente bestaat uit het hoofddorp Eriskirch, en daarnaast uit de dorpen en gehuchten  Mariabrunn, Schussenreute, Röcken, Ziegelhaus, Knöbelhof, Wolfzennen, Langenacker, Hofstatt, Braitenrain en Dillmannshof, Schlatt, Gmünd, Moos en ten slotte  Ober- en Unterbaumgarten.

## Geografie
Eriskirch ligt in een fraaie omgeving, aan het Bodenmeer, ten zuiden van o.a. Tettnang. Andere aangrenzende gemeentes zijn Friedrichshafen en Langenargen.  Door de gemeente loopt de Bundesstraße 31.
Vijf kilometer ten westen van de gemeente Eriskirch ligt de Luchthaven Friedrichshafen.
Opvallend in deze streek is, dat er verscheidene fietsroutes uitgezet zijn, die niet alleen bedoeld zijn voor toeristische tochten,  maar ook voor woon-werkverkeer of woon-schoolverkeer.
Bij Eriskirch mondt het riviertje de Schussen uit in het Bodenmeer. Dit mondingsgebied, het Eriskircher Ried, is een ruim 550 hectare groot natuurreservaat, dat als één der belangrijkste in de verre omtrek wordt beschouwd. Er zijn o.a. ooibossen, moerasbossen, rietkragen en andere wetland-landschapstypes te vinden.  Wie op de Duitstalige Wikipedia het artikel Eriskircher Ried raadpleegt, vindt daar een lange lijst van beschermde planten- en diersoorten, die er voorkomen. De status van natuurreservaat werd reeds in 1939 toegekend.

## Geschiedenis
Eriskirch wordt in een document uit 1257 voor het eerst vermeld. Het ligt in een streek, waarvan de heersers tot en met de 18e eeuw steeds rooms-katholiek waren, en tot op de huidige dag zijn vrijwel alle christenen in de gemeente, en ook de kerkgebouwen, rooms-katholiek.
Omstreeks 1400 werd de dorpskerk van Eriskirch Mariä Himmelfahrt (O.L.V. ten Hemelopneming) gebouwd, met o.a. een genadebeeld van Maria, doel van regelmatige bedevaarten. Dit kerkgebouw bevat nog vele andere liturgische voorwerpen uit de 15e-19e eeuw, die kunsthistorisch interessant zijn.
In 1899 verkreeg Eriskirch aansluiting op het spoorwegnet. Het heeft een station aan een spoorlijn tussen Friedrichshafen en Lindau (station Lindau-Aischach). Daar worden de treinen aan- of afgekoppeld voor het korte traject naar en vanuit Station Lindau Insel.

## Economie
Eriskirch is vooral een woonforensengemeente. Veel inwoners van de gemeente hebben een baan in Friedrichshafen of een andere plaats in de regio. Verder zijn de fruitteelt, de akkerbouw, de wijnbouw en het toerisme van enige betekenis. Eriskirch heeft de status van staatlich anerkannter Erholungsort.
In het dorp is één bedrijf van internationale betekenis gevestigd. DRIAM vervaardigt machines en installaties,  die harde suikerlaagjes en andere coatings maken, die de buitenste laag vormen van Smarties en soortgelijke snoepjes, maar ook van tabletten, pillen en soortgelijke medicijnen. De onderneming heeft één filiaal, in de Verenigde Staten.

## Afbeeldingen

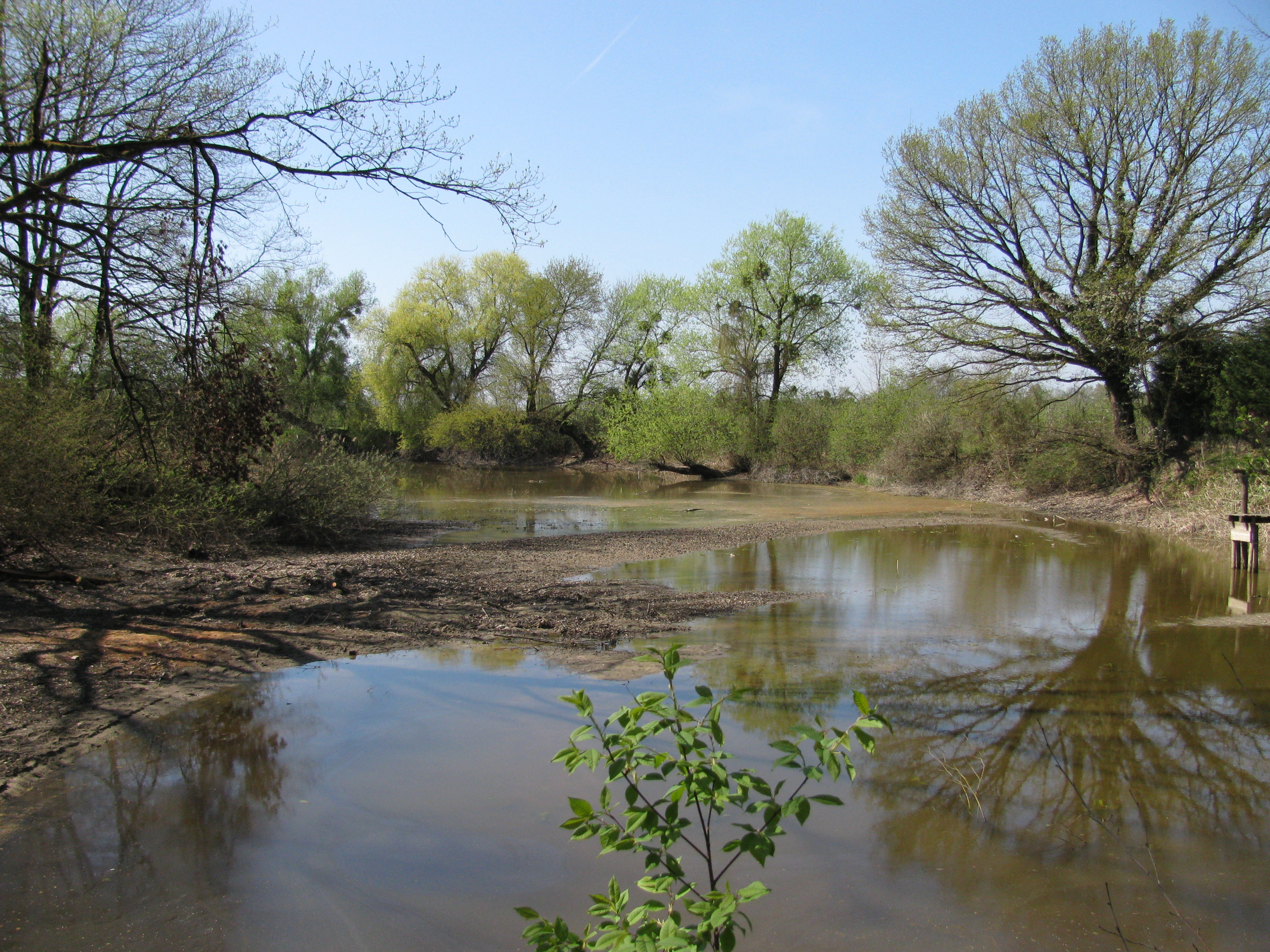
In het Eriskircher Ried
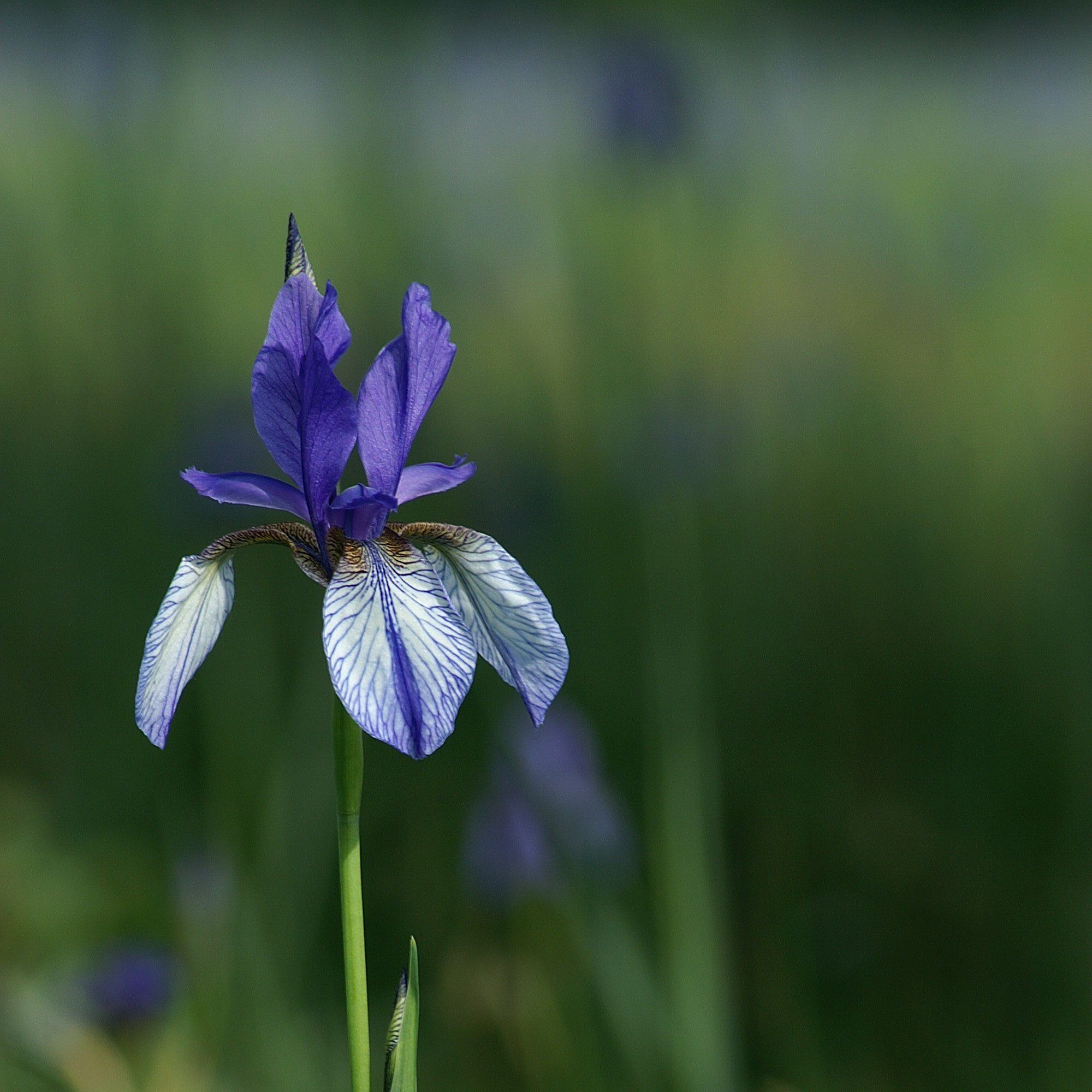
De plant Iris siberica, [2] waar het gebied beroemd om is
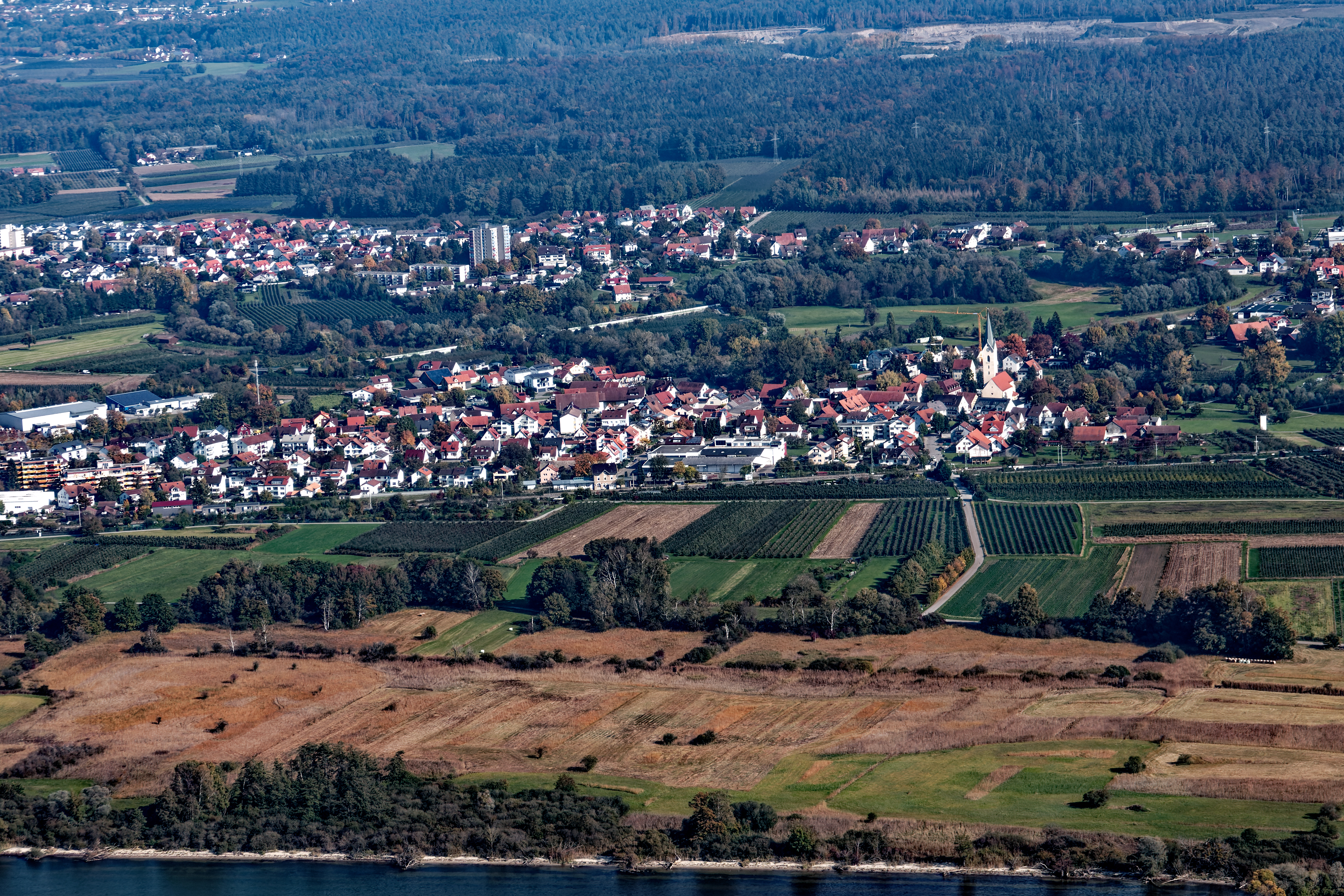
Luchtfoto oktober 2020 van Eriskirch
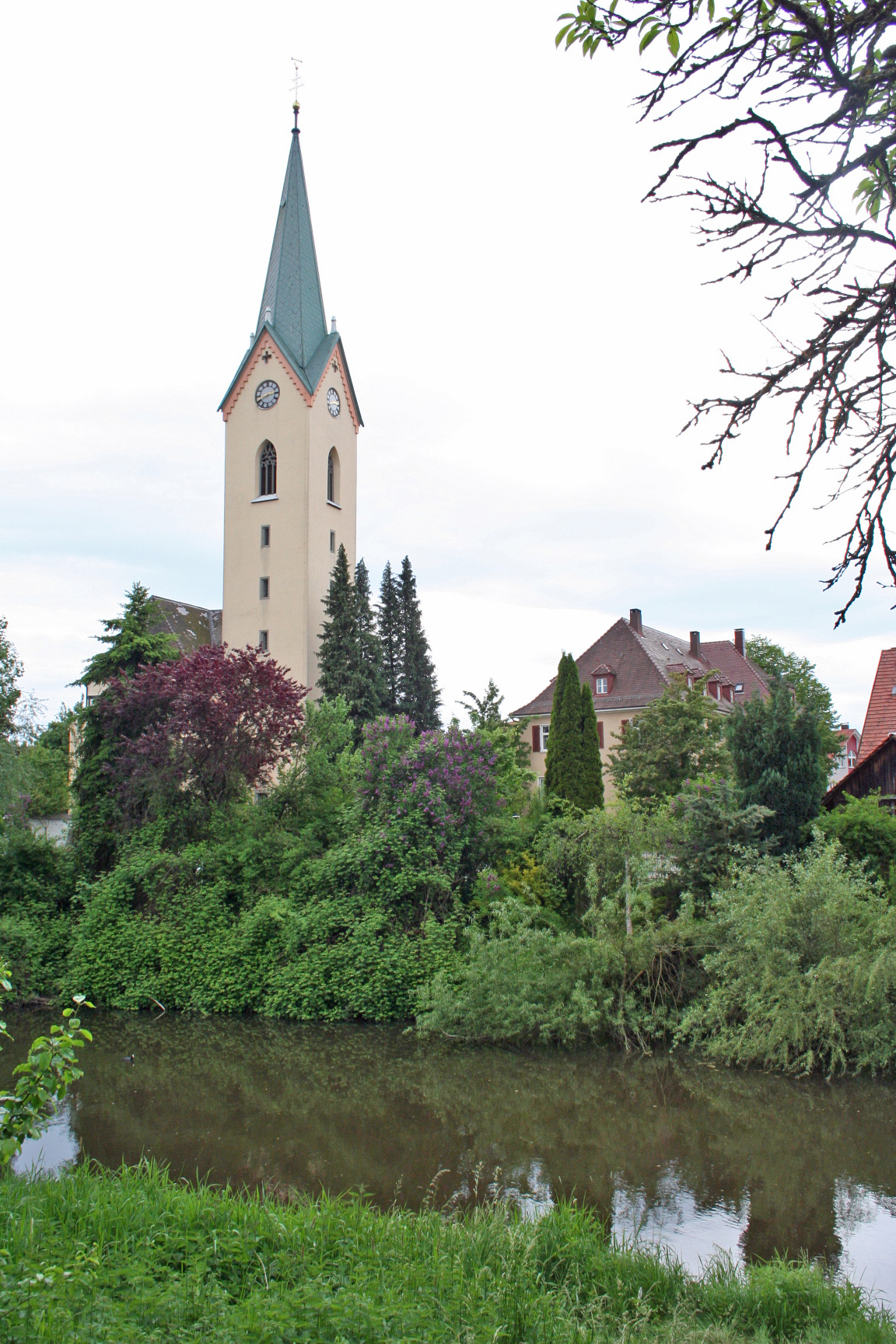
R.K. dorpskerk O.L.V. Hemelvaart, Eriskirch (1)
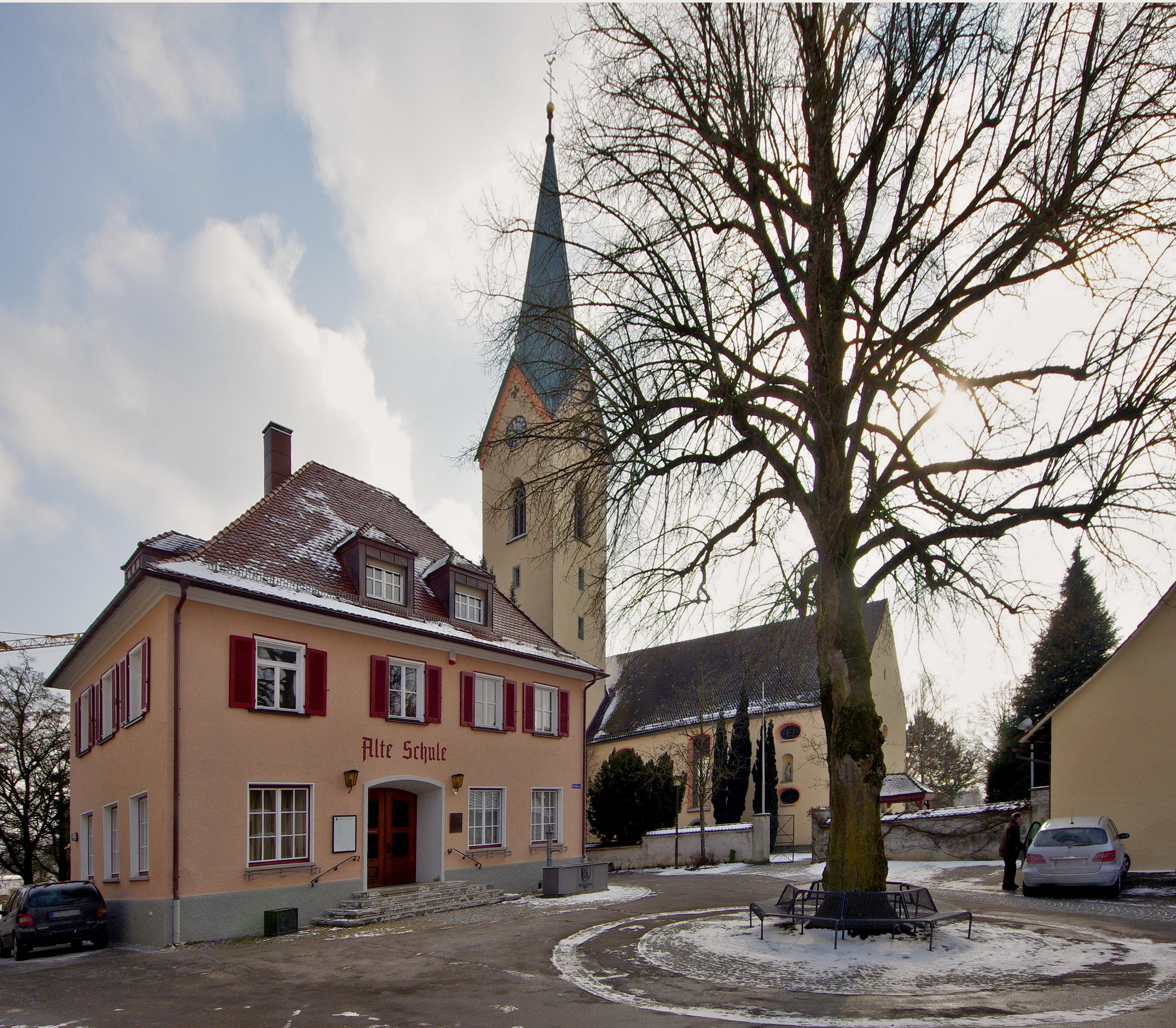
R.K. dorpskerk O.L.V. Hemelvaart, Eriskirch (2)
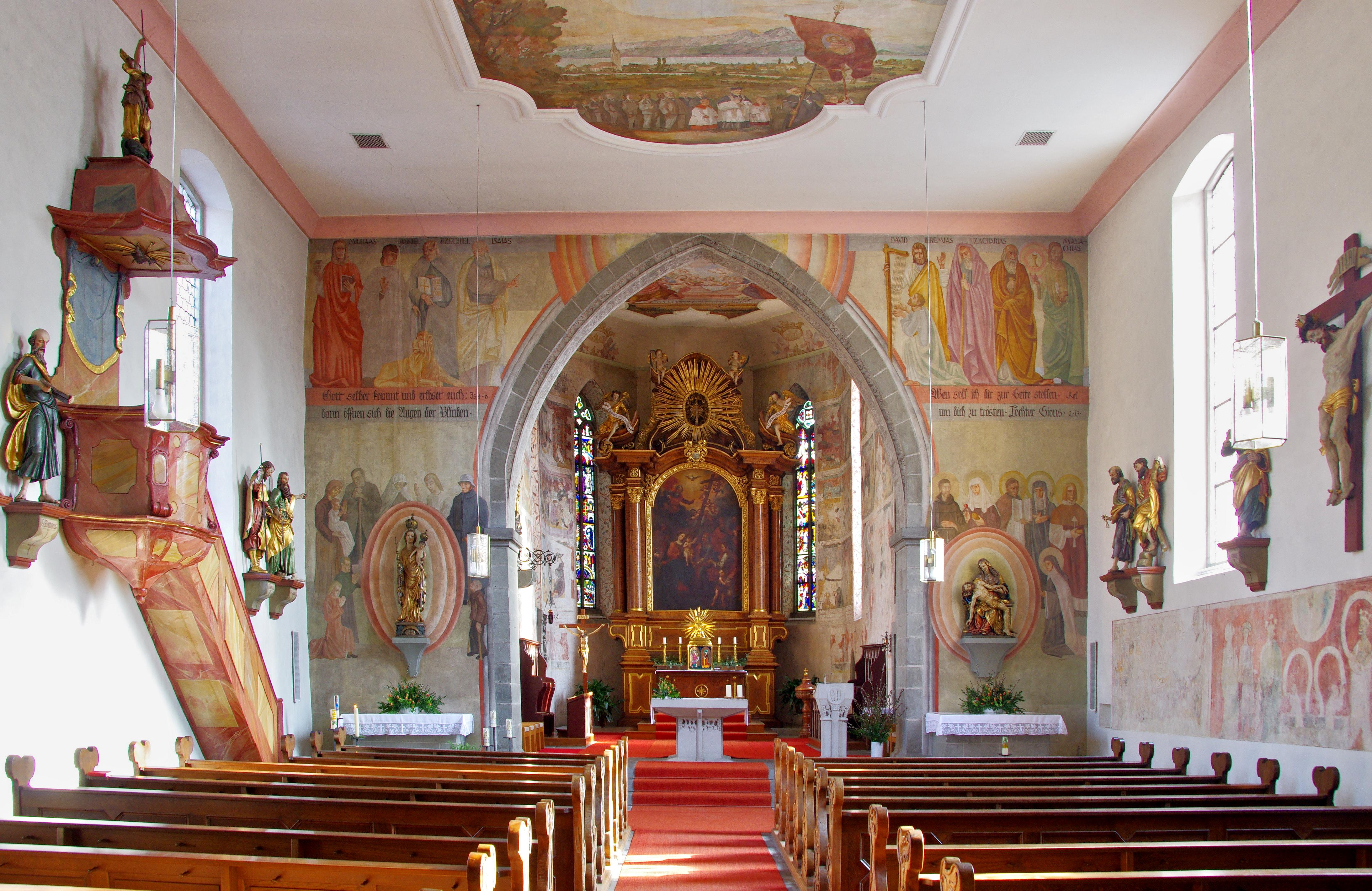
Interieur van dit kerkgebouw (1)
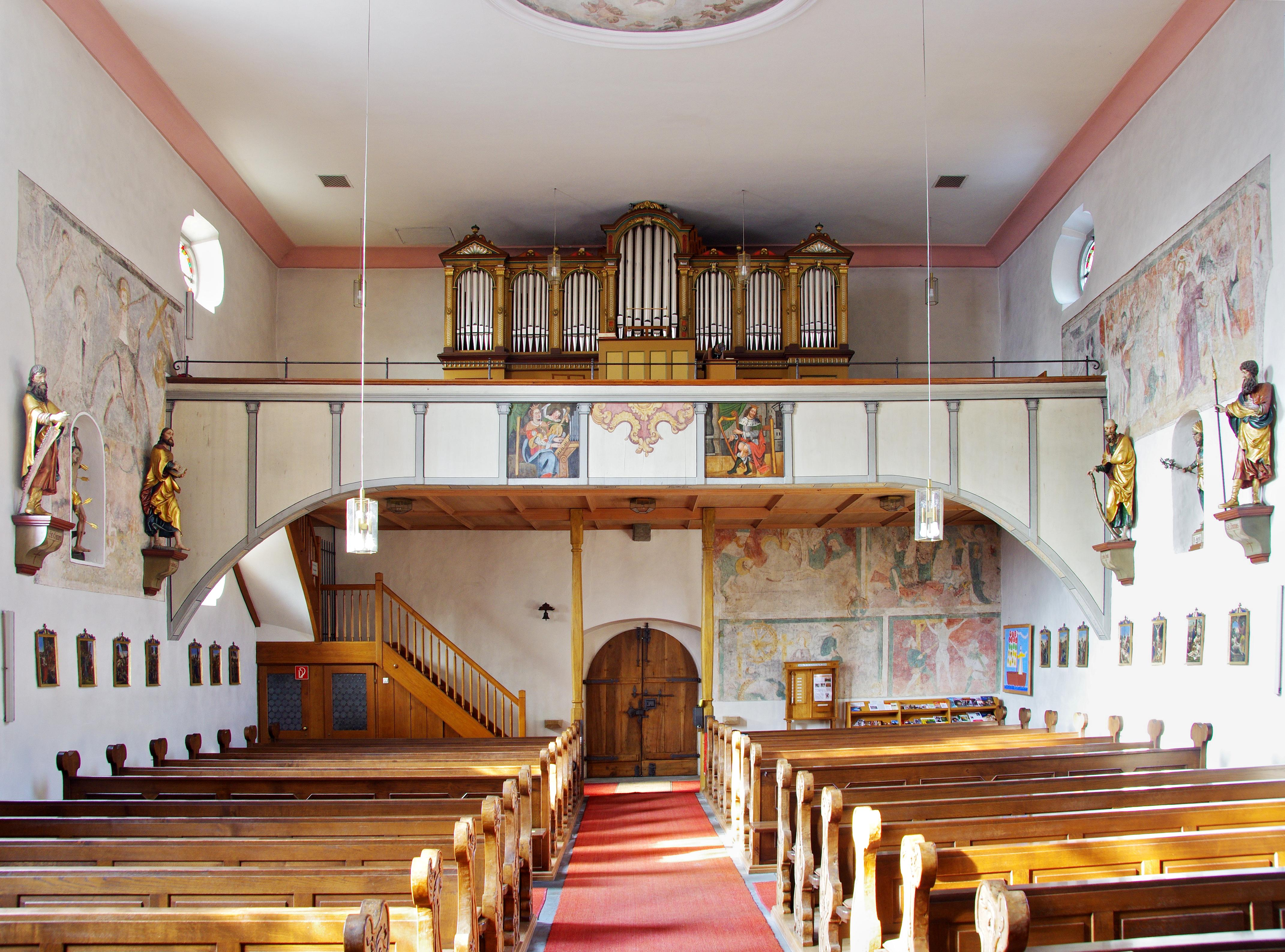
Interieur van dit kerkgebouw (2)
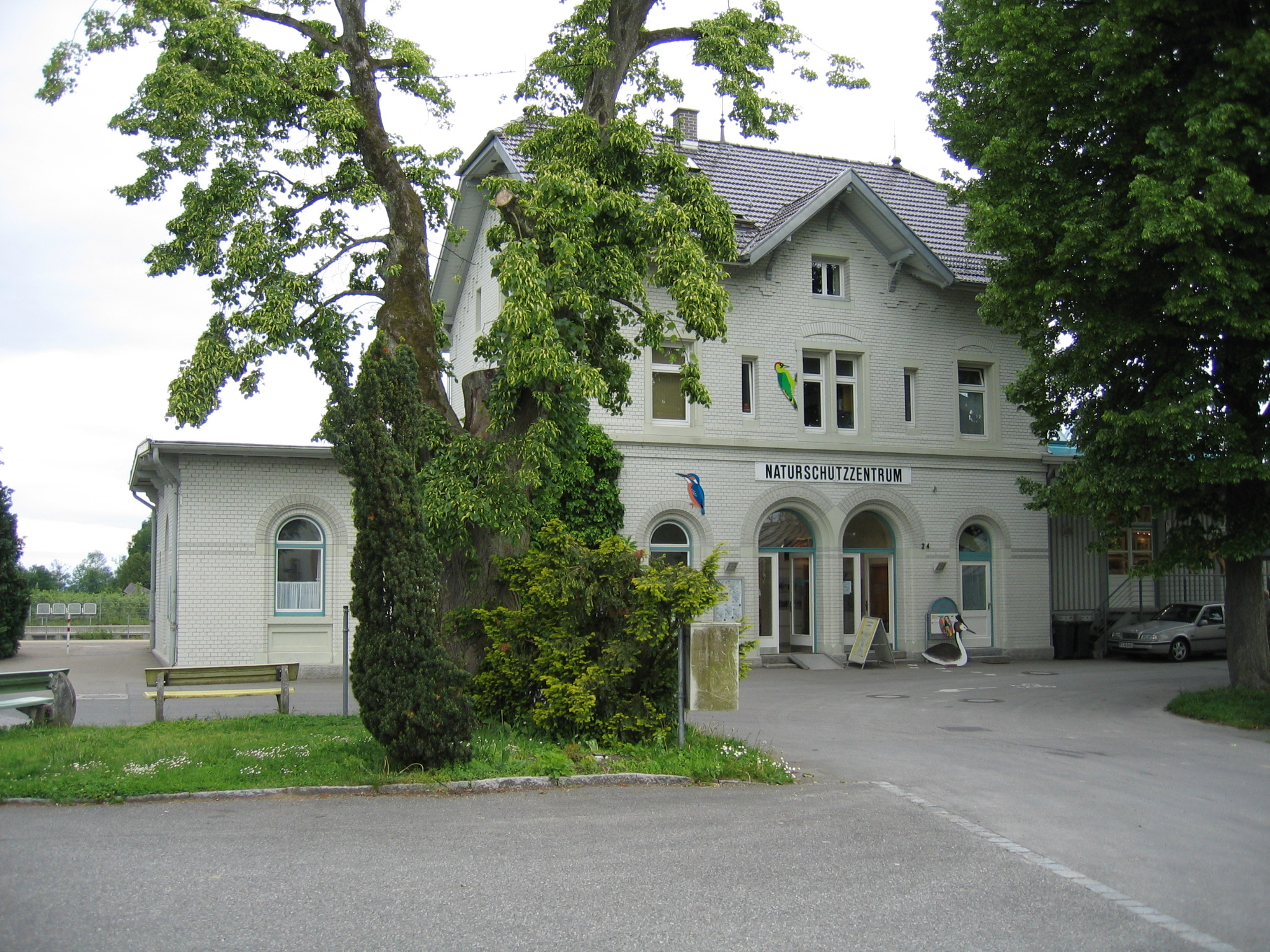
Voormalig stationsgebouw (bezoekerscentrum natuurreservaat)
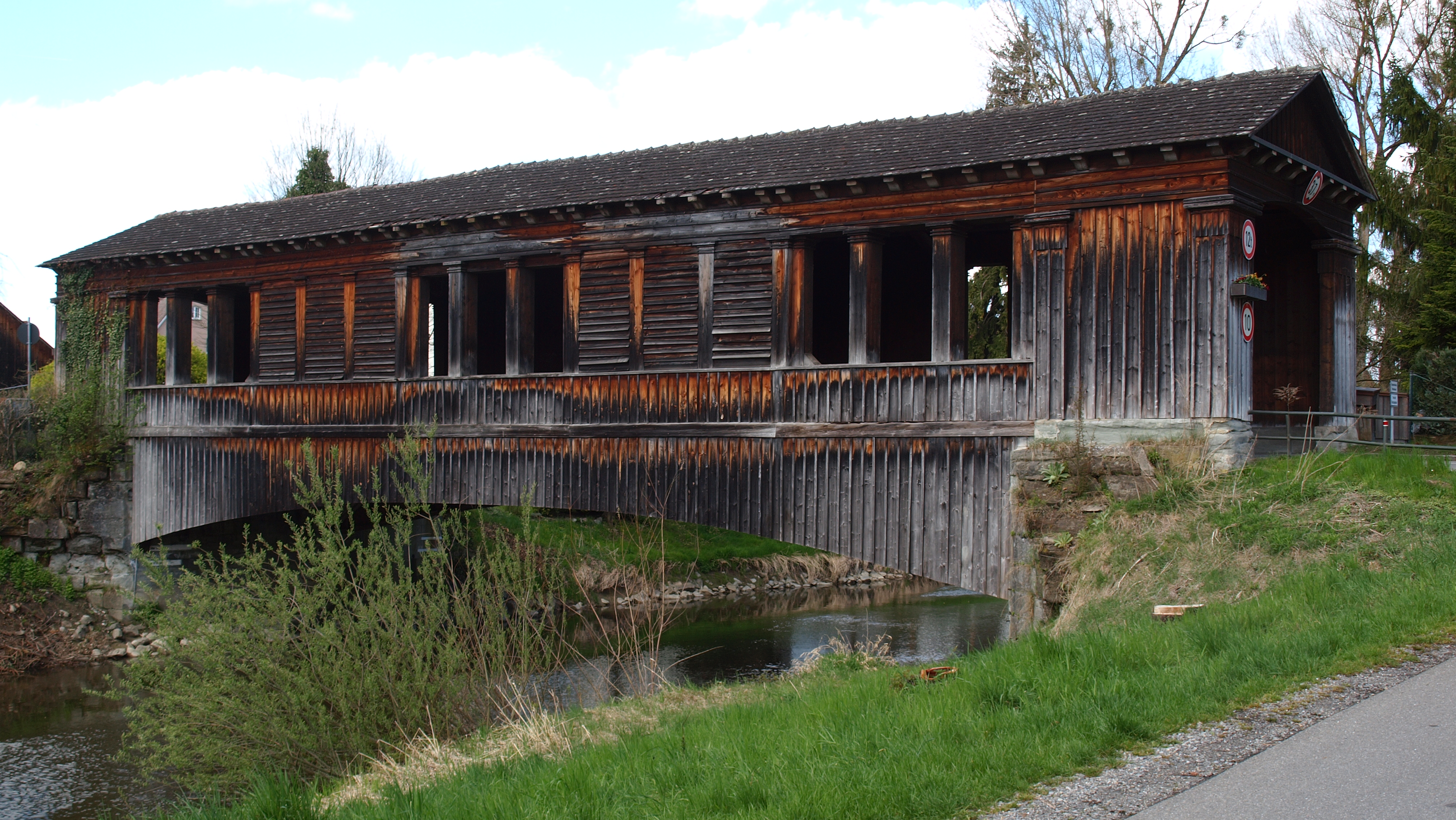
Houten brug over de Schussen (1828)
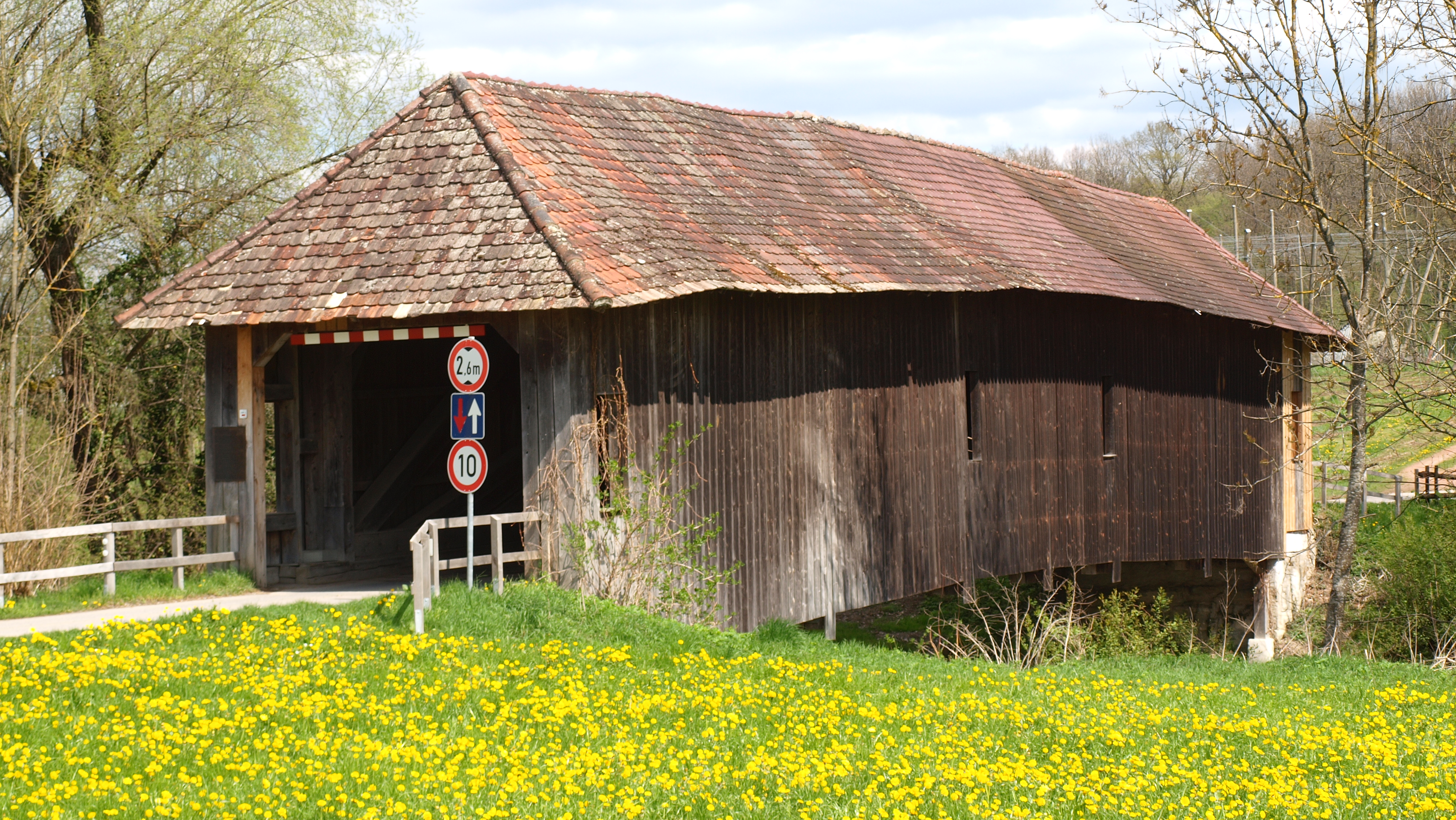
Idem te Oberbaumgarten (1824)